# ジョン・エジャートン (第3代ブリッジウォーター伯爵)
第3代ブリッジウォーター伯爵ジョン・エジャートン（英語: John Egerton, 3rd Earl of Bridgewater KB PC、1646年11月9日 – 1701年3月19日）は、イングランド王国の貴族、政治家。エジャートン家出身。

## 生涯

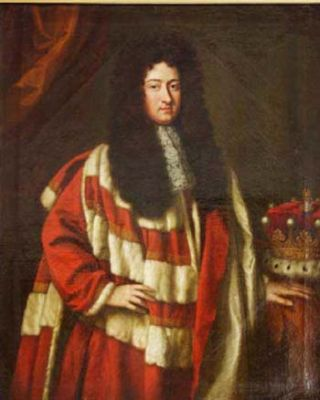
ゴドフリー・ネラーによる肖像画、1685年。

第2代ブリッジウォーター伯爵ジョン・エジャートンとエリザベス・キャヴェンディッシュ（1626年 – 1663年6月14日、初代ニューカッスル＝アポン＝タイン公爵ウィリアム・キャヴェンディッシュの娘）の長男として、1646年11月9日に生まれた。1661年4月23日、チャールズ2世の戴冠式でバス勲章を授与された。
1685年イングランド総選挙でバッキンガムシャー選挙区から出馬して当選した。本人は選挙にさほど興味がなかったというが、議会に入ると慎重に責務を果たした。1686年10月26日に父が死去すると、ブリッジウォーター伯爵の爵位を継承した。同年にバッキンガムシャー統監に任命されたが、翌年にジェームズ2世によって罷免され、1688年の名誉革命では貴族院の一員としてウィリアム3世夫婦に王位を与えることに賛成した。その後、1689年から1701年までバッキンガムシャー統監を再任したほか、1691年5月7日にイングランド枢密院の枢密顧問官に任命され、1695年3月にはメアリー2世の葬式に参加した。1695年から1699年まで第一商務卿を務めた後、1699年5月31日に海軍卿に任命され、以降死去まで同職を務めた。
1701年3月19日に死去、31日にリトル・ガズデンで埋葬された。四男スクループが爵位を継承した。

## 家族
1664年11月17日、エリザベス・クランフィールド（Elizabeth Cranfield、1647年/1648年 – 1670年3月3日、第2代ミドルセックス伯爵ジェームズ・クランフィールドの娘）と結婚、1男を儲けた。
- ジョン（1668年1月11日 – 1670年3月31日）

1673年4月2日、ジェーン・ポーレット（1655年頃 – 1716年5月23日、初代ボルトン公爵チャールズ・ポーレットの娘）と結婚、7男2女を儲けた。
- チャールズ（1675年5月7日 – 1687年4月11日） - ブリッジウォーター・ハウスの火事で死去
- メアリー（1676年5月14日 – 1703年4月11日） - 1703年2月、第4代バイロン男爵ウィリアム・バイロンと結婚、子供なし
- トマス（1679年8月15日 – 1687年4月11日） - ブリッジウォーター・ハウスの火事で死去
- スクループ（1681年 – 1745年） - 第4代ブリッジウォーター伯爵、後に初代ブリッジウォーター公爵に叙爵
- ウィリアム（英語版）（1684年 – 1732年） - 陸軍軍人、庶民院議員
- ヘンリー（英語版）（1689年 – 1746年） - ヘレフォード主教（英語版）
- ジョン - 生涯未婚
- エリザベス（1736年2月18日没） - パジェット卿トマス・パジェット（英語版）と結婚。第2代アクスブリッジ伯爵ヘンリー・パジェットなどを儲けた